# Wartislaw X.

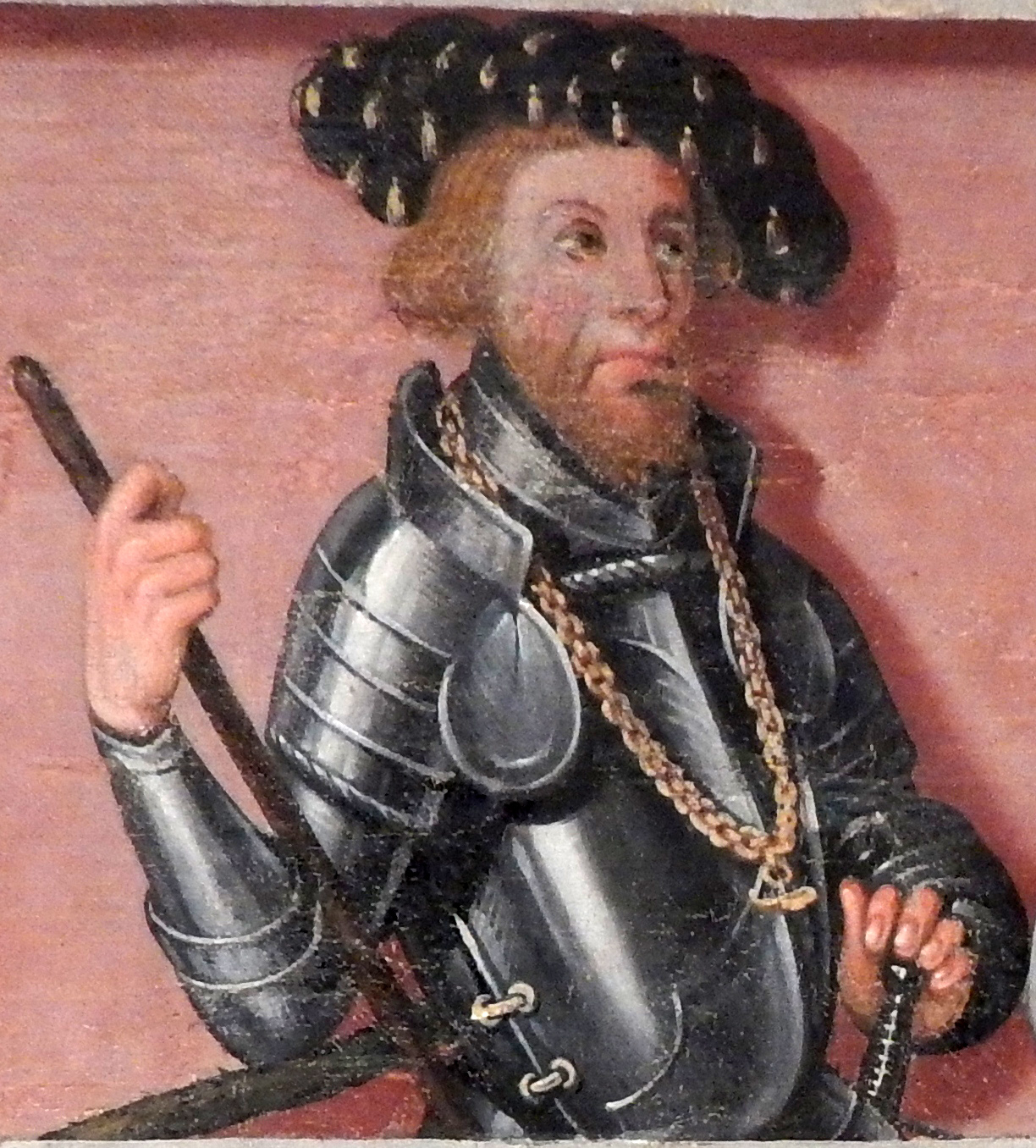
Wartislaw X.

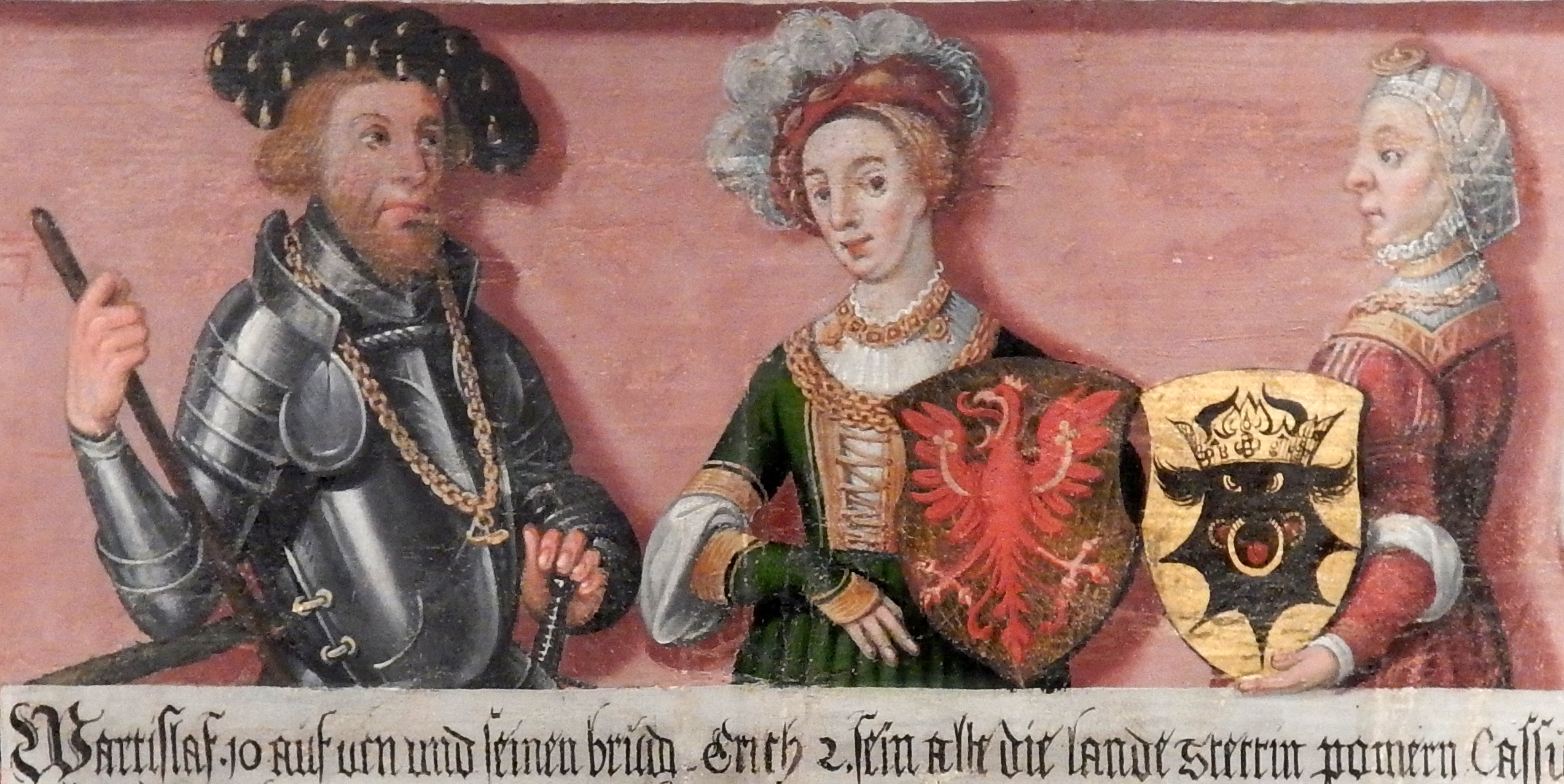
Wartislaw X. mit seinen beiden Gemahlinnen, aus dem Stammbaum der Greifen von Cornelius Krommeny, 1598.

Wartislaw X. von Pommern (* um 1435; † 17. Dezember 1478)  war ein Herzog von Pommern. Er herrschte in Pommern-Barth von 1458 bis zu seinem Tode 1478. 

## Leben
Wartislaw X. war der zweite Sohn Herzog Wartislaws IX. von Pommern-Wolgast und Sophias von Sachsen-Lauenburg. 
Er war zweimal verheiratet. Am 5. März 1454 heiratete er Elisabeth von Brandenburg, die Witwe des Herzog Joachim von Pommern-Stettin und Tochter des Markgrafen Johann der Neumark, die kurz nach Jahresbeginn 1465 starb und mit der er die Söhne Swantibor und Ertmar hatte, welche beide 1464 jung an der Pest starben. Wartislaw X. heiratete in zweiter Ehe Magdalena von Mecklenburg († 1533), Tochter von Herzog Heinrich zu Mecklenburg-Stargard. Diese Ehe blieb kinderlos. Die Witwe heiratete in zweiter Ehe Burkhard, Graf zu Mühlingen und Herrn zu Barby; sie starb im Jahre 1532.
1458 folgte Wartislaw X. zusammen mit seinem älteren Bruder Erich II. dem verstorbenen Vater in der Herrschaft. Nach Erbstreitigkeiten überließ Erich II. Wartislaw X. aufgrund eines Schiedsspruchs des Kurfürsten Friedrich II. von Brandenburg das Herzogtum Barth mit Rügen.
Mit seinem Bruder geriet er wegen der Nachfolge im hinterpommerschen Herzogtum Stolp bzw. Rügenwalde in Streit. Erich hatte die Erbprinzessin Sophia, Tochter Herzog Bogislaws IX., geheiratet und wollte nach dem Tod Erichs von Pommern als letzter hinterpommerschen Herzog 1459 die Herrschaft dort allein antreten. Als Dritter beteiligte sich noch Markgraf Friedrich von Brandenburg in Vormundschaft des minderjährigen Stettiner Herzogs Otto III. an dem Streit. Ernsthaftere Auseinandersetzungen verhinderte der überraschende Tod des Stettiner Herzogs, der ebenfalls 1464 an der im Lande grassierenden Pest verstarb. Die sofort erhobenen Ansprüche Brandenburgs an Pommern-Stettin einten die Brüder.
In den folgenden Auseinandersetzungen mit Brandenburg, bekannt unter Bezeichnung Stettiner Erbfolgekrieg, zeigte sich Wartislaw X. als unversöhnlicher Gegner der Hohenzollern. Als ihn seine erste Gemahlin, die aus der Hohenzollernfamilie stammte, verließ, nutzte dies die Gegenseite zu breit angelegter Propaganda gegen den Pommernherzog. 
Eine vorläufige Lösung des Konflikts mit Brandenburg konnte nicht zuletzt wegen der starren Haltung Wartislaws erst nach seinem Tod 1479 mit dem Frieden von Prenzlau durch seinen Neffen Bogislaw X. erzielt werden. Dieser Frieden bestätigte im Kern jedoch nur die bereits in einem ersten Prenzlauer Frieden von 1472 getroffenen Vereinbarungen, denen auch Wartislaw X. noch zugestimmt hatte. Wichtigste Punkte waren, dass die Wolgaster Herzöge Pommern-Stettin behalten durften, aber zugleich ihre Herrschaft von Brandenburg zu Lehen nehmen mussten. Gegen diese letzte Bestimmung hatte sich Wartislaws Widerstand vor allem gerichtet. Es blieb seinem Neffen Bogislaw X., der nach Wartislaws Tod alle pommerschen Teilherrschaften für fast fünfzig Jahre vereinte, vorbehalten, auch dagegen letztlich erfolgreich vorzugehen. Die schlussendliche Regelung trafen aber auch erst dessen Söhne Georg I. und Barnim IX. 1529 im Vertrag von Grimnitz benannt nach der Burg Grimnitz.
Begraben wurde Wartislaw X. im Kloster Neuenkamp, aus dem später die Stadt Franzburg hervorging.